# Vincent Van Quickenborne
Vincent Paul Marie Van Quickenborne (ur. 1 sierpnia 1973 w Gandawie) – belgijski i flamandzki polityk oraz prawnik, minister i wicepremier w rządach federalnych.

## Życiorys
Ukończył w 1996 studia prawnicze na Uniwersytecie Katolickim w Leuven, po których rozpoczął praktykę w zawodzie prawnika w Kortrijku.
W latach 1999–2003 był członkiem federalnego Senatu. W 2001 został radnym Kortrijk, a w 2002 wszedł w skład władz krajowych ugrupowania Flamandzcy Liberałowie i Demokraci (VLD). W 2003 objął stanowisko sekretarza stanu ds. uproszczenia administracji w drugim rządzie Guya Verhofstadta, które zajmował przez cztery lata. Od 2007 do 2008 sprawował mandat posła do Izby Reprezentantów.
W 2008 Yves Leterme powołał go w skład swojego pierwszego gabinetu na urząd ministra ds. przedsiębiorczości i uproszczenia. Vincent Van Quickenborne pozostał na tym stanowisku także w kolejnych rządach Hermana Van Rompuya i Yves'a Leterme. W 2010, 2014, 2019 i 2024 ponownie wybierany do niższej izby parlamentu.
W grudniu 2011 został wicepremierem i ministrem ds. emerytur w rządzie, na czele którego stanął Elio Di Rupo. W 2012 odszedł z rządu w związku z wyborem na burmistrza Kortrijku (z kadencją od 2013). Utrzymał tę funkcję również na skutek wyborów w 2018. W październiku 2020 powrócił do rządu federalnego; premier Alexander De Croo powierzył mu urzędy wicepremiera oraz ministra sprawiedliwości. Funkcje te sprawował do października 2023; podał się do dymisji kilka dni po ataku w Brukseli, przyjmując polityczną odpowiedzialność za zaniechanie rozpoznania złożonego ponad rok wcześniej przez Tunezję wniosku o ekstradycję napastnika.